# Batog

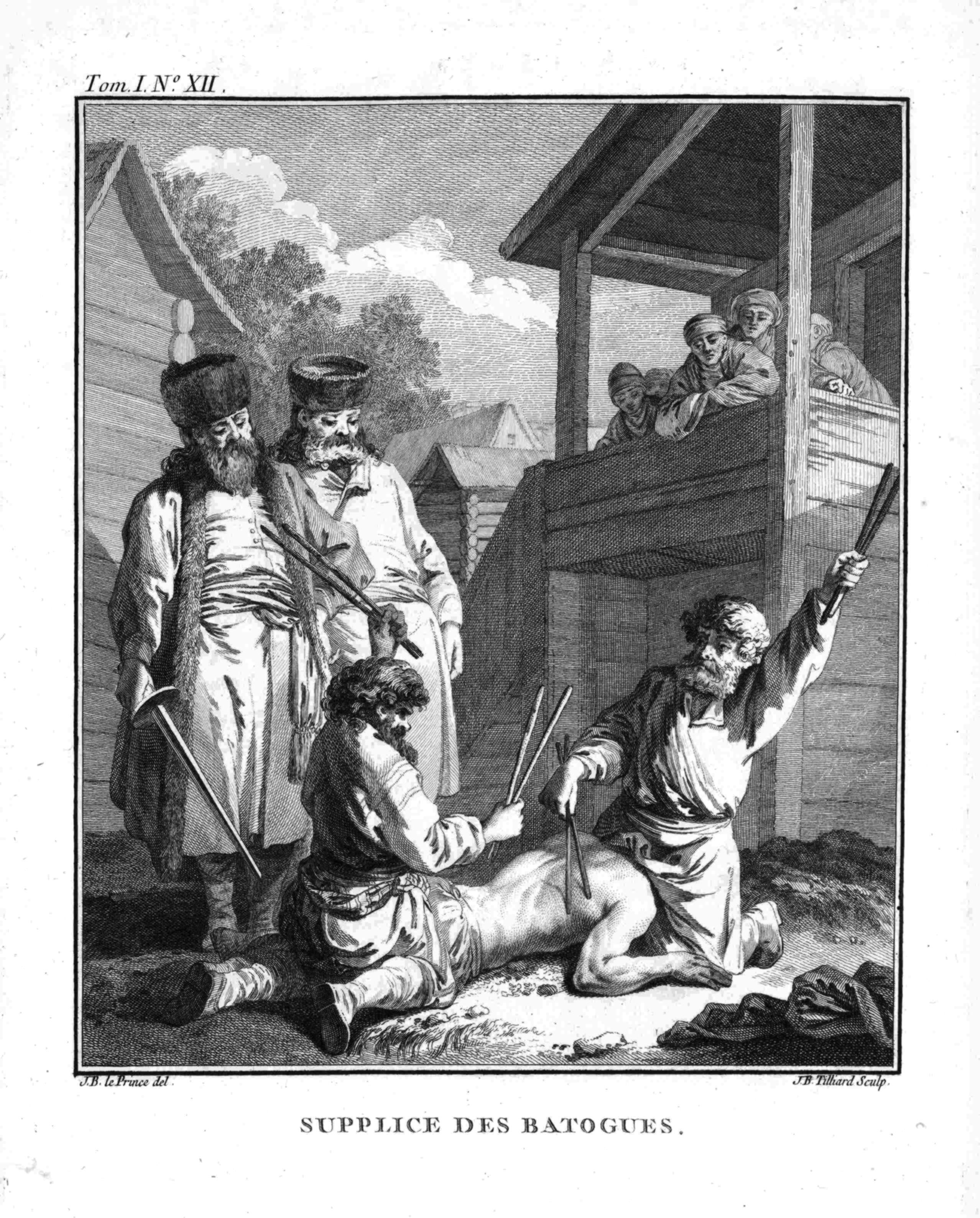
Batog, punizione corporale dell'impero russo.

Il batog (russo: Батог) è un'asta o un bastone con lo spessore all'incirca di un dito umano, tradizionalmente utilizzato come punizione corporale nella Russia zarista.
Il condannato è steso, faccia a terra, con la schiena denudata, mentre due uomini sono seduti su di lui, tenendo uno le braccia e l'altro le gambe. I due uomini cominciano a colpire la vittima sulla schiena coi batog, sostituendoli se si rompono, fino a quando ricevono l'ordine di fermarsi. La pena non è generalmente fatale.
Pietro il grande utilizzò questa forma di punizione, insieme a misure molto più severe, come la ruota, nel corso della rivolta degli strelizzi del 1698.